# 審栄
審 栄（しん えい、生没年不詳）は、中国後漢時代末期の武将。冀州魏郡陰安県の人。叔父は審配。

## 正史の事跡
| 姓名           | 審栄           |
| 時代           | 後漢時代       |
| 生没年         | 〔不詳〕       |
| 字・別号       | 〔不詳〕       |
| 本貫・出身地等 | 冀州魏郡陰安県 |
| 職官           | 鄴東門校尉     |
| 爵位・号等     | -              |
| 陣営・所属等   | 袁尚           |
| 家族・一族     | 叔父:審配      |

袁尚配下。建安9年（204年）2月、曹操が袁尚の本拠である鄴を攻めた際、審配がこれを守備した。審栄も審配の指揮下で東門校尉を務めていたが、同年8月に東門を開いて曹操に寝返った。
審配は捕えられると、曹操から「裏切者は審栄であった」と聞かされたため、審栄に対し「役立たずの小僧の分際で」と罵り悔しがった。審配が処刑された後の審栄の消息は不明である。

## 物語中の審栄
小説『三国志演義』では、辛毗の友人という設定であり、審配に一族を皆殺しにされた辛毗に同情し、曹操に内通するという展開になっている。
しかし正史では、審配が皆殺しにしたのは兄の辛評の家族のみであり、辛毗の家族は辛うじて窮地を脱している。また、審栄が辛毗と友人であったかどうかについても、史実では記載がない。もっとも、辛毗が怒りの余り捕えられた審配を鞭打ったことや、審配が捕らえられた後で曹操から開門した人物が審栄だと告げられた場面は、『演義』でも正史でもほぼ同様である。